# Xenofrea zonata
Xenofrea zonata là một loài bọ cánh cứng trong họ Cerambycidae.